# Emilio Bianchi
Emilio Bianchi (Sondalo, 22 oktober 1912 - Torre del Lago Puccini, 15 augustus 2015) was een Italiaans militair. Hij behoorde tot de Incursorei (Rangers), de opererende oorlogskikvorsmannen van de Regia Marina tijdens de Tweede Wereldoorlog. Bianchi werd gehuldigd met de Medaglia d'Oro al Valor Militare (Gouden Medaille voor Militaire Moed).

## Carrière
Emilio Bianchi kwam als 19-jarige vrijwilliger bij de Italiaanse marine in maart 1932 en werd als jonge student ingedeeld in Palombaro, waar hij deelnam aan een opleidingscursus in de CREM-Scuola Corpo Reali Equipaggi di Marina (Korps van de Koninklijke Marineschool). Deze marineschool was gelegen in Varignano nabij La Spezia. Aan boord van een hydrografische schip, de Ammiraglio Magnaghi, voer Bianchi mee op twee hydrografische tochten, in de Egeïsche Zee en voor de kust van Egypte in de Rode Zee.
In 1934 begon men met het onderzoekingsschip de Fiume met riviercruises, waar Bianchi bevorderd werd tot sottocapo (korporaal), en in 1936 werd hij toegewezen aan de 1e Gruppo Sommergibili van la Spezia. Hij werd bevorderd tot sergeant in 1937, en ging aan het werk bij de X-Flottiglia MAS. Daar kreeg hij een duikopleiding.

## Tweede Wereldoorlog
In oktober en november 1940 nam hij als sergeant-majoor deel aan twee pogingen tot aanval tegen de Britse vlootbasis van Gibraltar. Vervolgens ondernam hij met een duikteam een aanval in de Britse vlootbasis van Alexandrië in Egypte, als tweede Siluro, een langzame bemande-torpedo Maiale n° 221, onder leiding van luitenant-ter-zee Luigi Durand de la Penne. De drie Maiale’s met zes gevechtsduikers werden gedropt vanaf de Italiaanse onderzeeër Scirè, in de nacht van 18 december 1941. Na het passeren van de stuwdammen kwamen de drie Maiale’s onder water varend, in de haven en brachten elk hun respectievelijke explosieven onder de kielen van de uitgekozen schepen. Bianchi bracht ook zijn kleefmijn onder de kiel van het slagschip HMS Valiant. De slagschepen HMS Valiant, HMS Queen Elisabeth en een tanker werden tot zinken waren gebracht – weliswaar op de ondiepe havenbodem. 
Het aanvallende duikersteam werd krijgsgevangen genomen. Bianchi werd ontdekt door de Britse dekwachten van de HMS Valiant nadat hij noodgedwongen naar de oppervlakte moest zwemmen, als gevolg van zuurstofvergiftiging. Bianchi en de anderen werden weggevoerd naar een krijgsgevangenkamp in Palestina en hij keerde pas terug uit krijgsgevangenschap op het eind van de oorlog. Enkele mannen van het duikteam werden voorwaardelijk vrijgelaten na de Italiaanse capitulatie, in ruil voor actieve deelname aan de oorlog, maar nu samen met de geallieerden tegen de Duitsers, hun voormalige bondgenoten.

## Na de oorlog
Bianchi werd gepromoveerd met de Oorlogsverdiensten als Chef van de 3e- en 2e Klasse-Duikers in 1954. Nadien werd hij als promotie Chef en Hoofd van de 1e Klasse-Duikers. Deze bevordering werd hem gegund na de oorlog voor de stoutmoedige commando-actie in de haven van Alexandrië in Egypte met daarbij nog een huldiging met het Medaglia d'oro al Valor Militare.
Terwijl hij nog officieel in dienst was bij het CEMM (Corpo Equipaggi Militari Marittimi) (Korps Militaire Maritieme Eenheid), werd hij later opeenvolgend overgeplaatst naar het Centro Subacqueo del Varignano (Centrum van het Onderwaterwapen te Varignano), de Nucleo Sminamento di Genova (de Ondermijnings Eenheid van Genua) en ten slotte naar de l'Accademia Navale di Livorno (Marine Academie van Livorno).
Emilio Bianchi beëindigde zijn carrière als Korvetkapitein bij de Marina Militare en ging met pensioen.
Op de 25e verjaardag van de aanval, in 1966, brachten Emilio Bianchi, Luigi Durand de la Penne en Mario Marino, met een groot gevolg, een officieel bezoek aan het Maritiem Museum in La Spezia waar een Maiale tentoongesteld stond.
Tijdens de 50e verjaardag op 9 juni 1991 in La Spezia was Bianchi aanwezig tijdens de ceremonieherdenking aan boord van een Italiaans marineschip. Aanwezig waren de voormalige gevechtsduikers: Birindelli, Barberi, Beccati, de la Penne, Marceglia, Bianchi, Marisco, Arillo, Ferrara en Marcellini, allen gehuldigden met de Gouden Medaille voor Militaire Moed. Hierbij werden vooral majoor Teseo Tesei en alle andere gesneuvelden van X-Flottiglia MAS herdacht.

## Militaire loopbaan
- Korvetkapitein (Capitano di corvetta)
- Onderofficier (Capo di 1a Classe)
- Onderofficier (Capo di 2a Classe) in 1941
- Onderofficier (Capo di 3a Classe) in 1941
- Sergeant in 1937
- Korporaal (Sottocapo) in 1934

## Onderscheiding
- Gouden medaille voor Dapperheid